# Nambucca Heads Airport
Nambucca Heads Airport är en flygplats i Australien. Den ligger i kommunen Nambucca Shire och delstaten New South Wales, i den sydöstra delen av landet, omkring 390 kilometer nordost om delstatshuvudstaden Sydney.
Närmaste större samhälle är Nambucca Heads, nära Nambucca Heads Airport. Genomsnittlig årsnederbörd är 1 765 millimeter. Den regnigaste månaden är februari, med i genomsnitt 289 mm nederbörd, och den torraste är oktober, med 29 mm nederbörd.